# Stundwiller
Stundwiller (Stundweiler en allemand) est une commune française située dans la circonscription administrative du Bas-Rhin et, depuis le 1er janvier 2021, dans le territoire de la Collectivité européenne d'Alsace, en région Grand Est.
Cette commune se trouve dans la région historique et culturelle d'Alsace.
À partir du 1er juillet 1974, la commune fusionne avec Oberrœdern et Aschbach. Le 1er janvier 1988, Aschbach est rétablie, l'année suivante, c'est au tour d'Oberrœdern.

## Géographie
Stundwiller est située au cœur de l'Outre-Forêt, dans le canton de Soultz-sous-Forêts, entre Haguenau et Wissembourg. Le village, blotti dans une cuvette, est situé au bord du Seebachel, qui prend sa source à 5 km à Seebach, et se jette à Niederrœdern dans le Seltzbach.
Les villages voisins sont : Aschbach, Buhl, Hatten et Oberrœdern.
| Aschbach   |             | Trimbach |
| Oberrœdern | Stundwiller |          |
|            | Hatten      | Buhl     |

### Hydrographie
La commune est dans le bassin versant du Rhin au sein du bassin Rhin-Meuse. Elle est drainée par le ruisseau le Seltzbach et le ruisseau le Seebach,.
Le Seltzbach, d'une longueur de 33 km, prend sa source dans la commune de Gœrsdorf et se jette  dans la Sauer à Seltz, après avoir traversé 14 communes. 

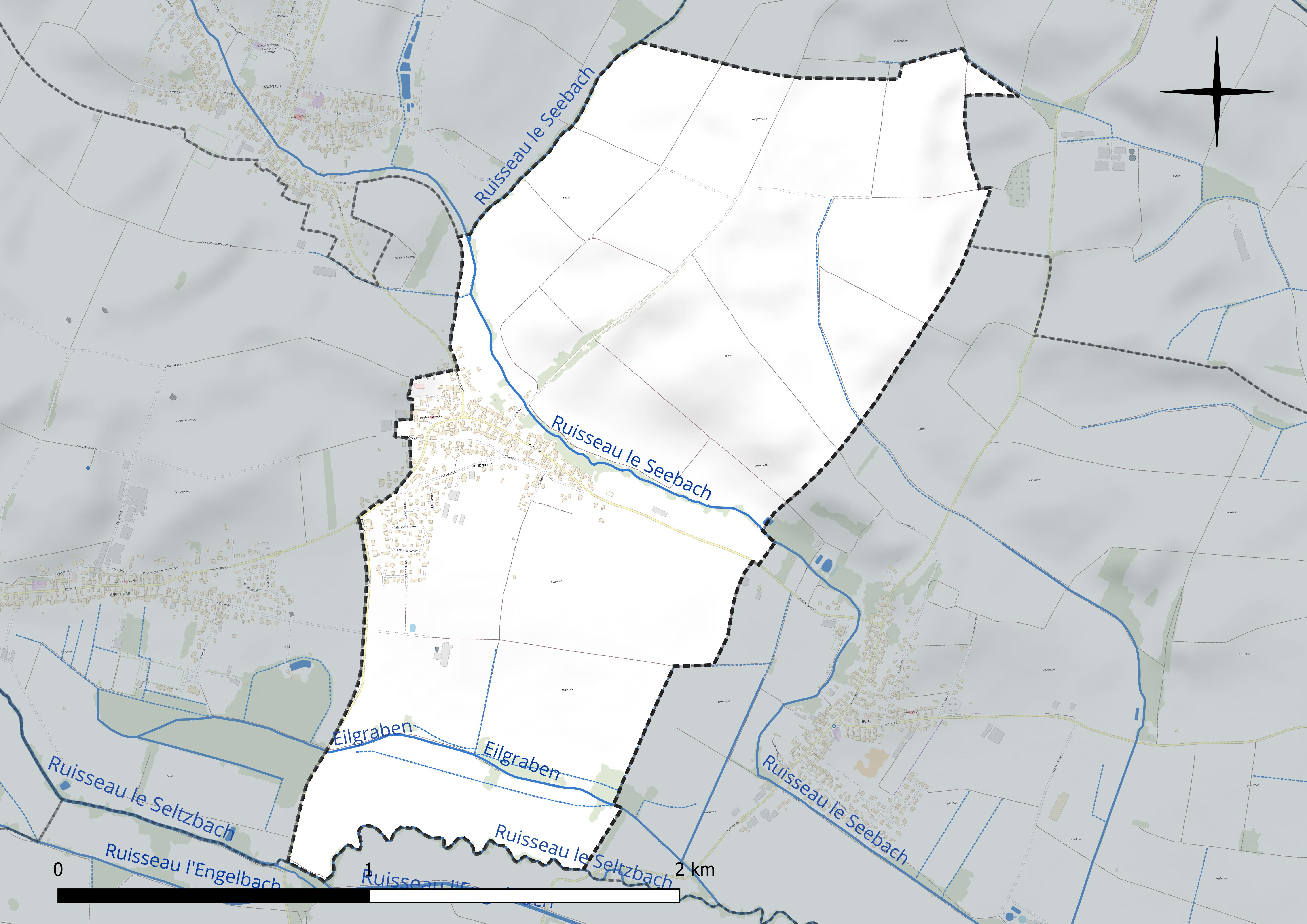
Réseau hydrographique de Stundwiller.

Le Seebach, d'une longueur de 11 km, prend sa source dans la commune de Wissembourg et se jette  dans le Seltzbach à Buhl, après avoir traversé cinq communes. 

### Climat
Pour des articles plus généraux, voir Climat du Grand Est et Climat du Bas-Rhin.
En 2010, le climat de la commune est de type climat des marges montargnardes, selon une étude du Centre national de la recherche scientifique s'appuyant sur une série de données couvrant la période 1971-2000. En 2020, Météo-France publie une typologie des climats de la France métropolitaine dans laquelle la commune est exposée à un climat semi-continental et est dans la région climatique  Alsace, caractérisée par une pluviométrie faible, particulièrement en automne et en hiver, un été chaud et bien ensoleillé, une humidité de l’air basse au printemps et en été, des vents faibles et des brouillards fréquents en automne (25 à 30 jours). 
Pour la période 1971-2000, la température annuelle moyenne est de 10,7 °C, avec une amplitude thermique annuelle de 18 °C. Le cumul annuel moyen de précipitations est de 736 mm, avec 10,1 jours de précipitations en janvier et 10,2 jours en juillet. Pour la période 1991-2020, la température moyenne annuelle observée sur la station météorologique de Météo-France la plus proche, « Scheibenhard », sur la commune de Scheibenhard à 12 km à vol d'oiseau, est de 11,8 °C et le cumul annuel moyen de précipitations est de 739,0 mm. 
La température maximale relevée sur cette station est de 38,8 °C, atteinte le 7 août 2015 ; la température minimale est de −15,2 °C, atteinte le 11 janvier 2009,,. 
Les paramètres climatiques de la commune ont été estimés pour le milieu du siècle (2041-2070) selon différents scénarios d'émission de gaz à effet de serre à partir des nouvelles projections climatiques de référence DRIAS-2020. Ils sont consultables sur un site dédié publié par Météo-France en novembre 2022.

## Urbanisme

### Typologie
Au 1er janvier 2024, Stundwiller est catégorisée bourg rural, selon la nouvelle grille communale de densité à sept niveaux définie par l'Insee en 2022.
Elle est située hors unité urbaine et hors attraction des villes,.

### Occupation des sols
L'occupation des sols de la commune, telle qu'elle ressort de la base de données européenne d’occupation biophysique des sols Corine Land Cover (CLC), est marquée par l'importance des territoires agricoles (92,6 % en 2018), une proportion sensiblement équivalente à celle de 1990 (93,2 %). La répartition détaillée en 2018 est la suivante : terres arables (80,5 %), zones agricoles hétérogènes (12,1 %), zones urbanisées (7,4 %). L'évolution de l'occupation des sols de la commune et de ses infrastructures peut être observée sur les différentes représentations cartographiques du territoire : la carte de Cassini (XVIIIe siècle), la carte d'état-major (1820-1866) et les cartes ou photos aériennes de l'IGN pour la période actuelle (1950 à aujourd'hui).

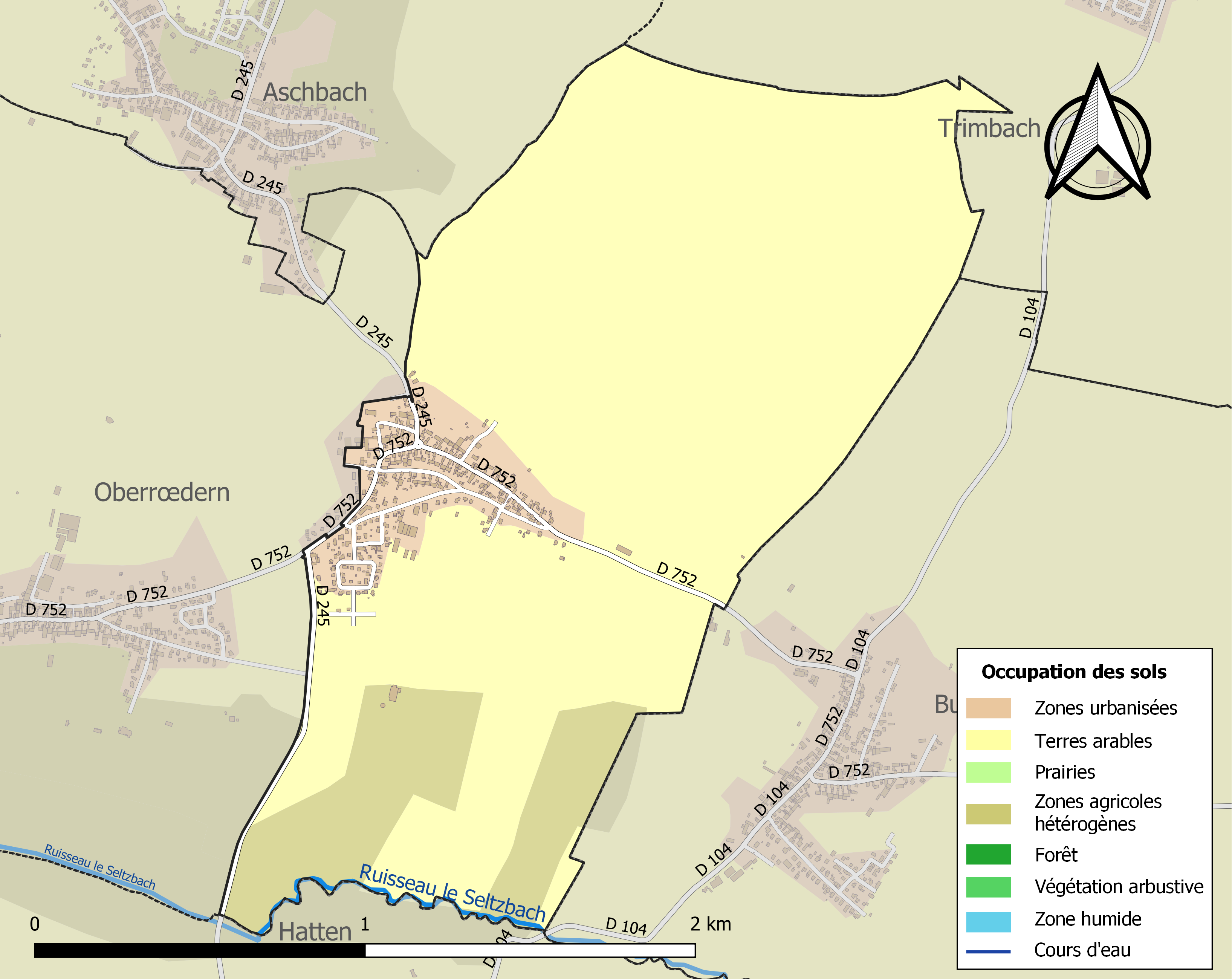
Carte des infrastructures et de l'occupation des sols de la commune en 2018 (CLC).

## Toponymie
Stundweiller (1793), Stundwiler (1801).

## Histoire

### Héraldique
| Blason de Stundwiller | Blason  | D'azur au crochet de timon renversé d'argent. |
| Blason de Stundwiller | Détails |                                               |

## Politique et administration

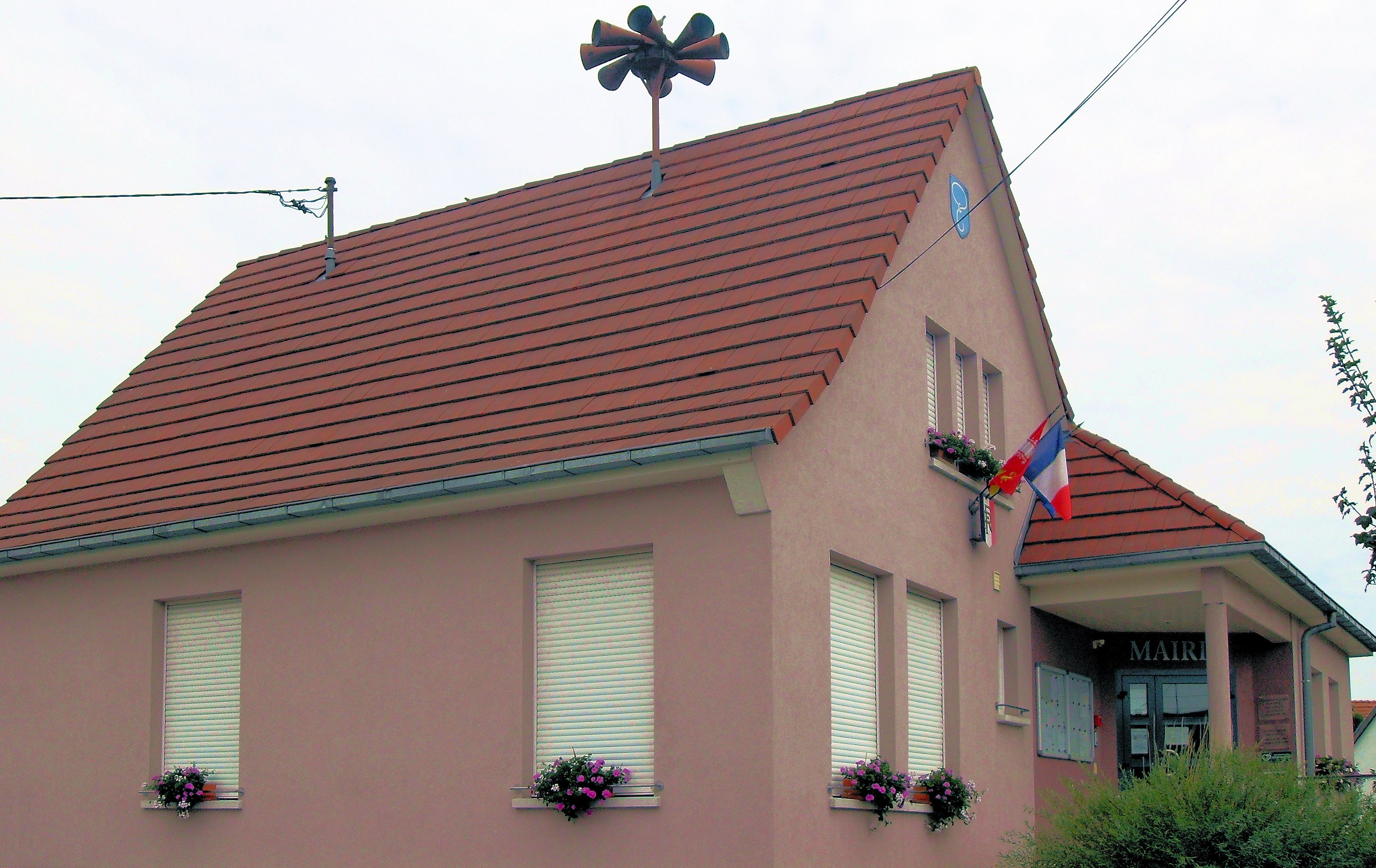
La mairie.

| Période                                  | Période                   | Identité                                      | Étiquette | Qualité                |
| ---------------------------------------- | ------------------------- | --------------------------------------------- | --------- | ---------------------- |
| Les données manquantes sont à compléter. |                           |                                               |           |                        |
| 1788                                     | 1791                      | François Wagner                               |           | Laboureur              |
| 1791                                     | 1795                      | Georges Arn. Rœhrig                           |           | Barbier                |
| 1800                                     | 1807                      | Jean-Michel Clauss                            |           | Cordonnier             |
| 1808                                     | 1831                      | Joseph Staebel                                |           | Laboureur-sellier      |
| 1831                                     | 1835                      | Michel Wagner                                 |           | Cabaretier             |
| 1835                                     | 1848                      | François Staebel                              |           | Agriculteur            |
| 1848                                     | 1852                      | Jacques Ball                                  |           | Agriculteur            |
| 1852                                     | 1871                      | François Staebel                              |           | Agriculteur            |
| 1871                                     | 1914                      | François Ball                                 |           | Agriculteur            |
| 1914                                     | 1935                      | Joseph Clauss                                 |           | Agriculteur            |
| 1935                                     | 1947                      | Martin Dangler                                |           | Aubergiste             |
| 1947                                     | 1954                      | Émile Isinger                                 |           | Agriculteur            |
| 1954                                     | mars 1965                 | Martin Dangler                                |           | Aubergiste             |
| mars 1965                                | mars 2008                 | Joseph Clauss (1931-2015)                     |           | Cadre, maire honoraire |
| mars 2008                                | En cours (au 31 mai 2020) | Alain Wurster, Réélu pour le mandat 2020-2026 | DVD       | Cadre bancaire         |

## Démographie
L'évolution du nombre d'habitants est connue à travers les recensements de la population effectués dans la commune depuis 1793. Pour les communes de moins de 10 000 habitants, une enquête de recensement portant sur toute la population est réalisée tous les cinq ans, les populations de référence des années intermédiaires étant quant à elles estimées par interpolation ou extrapolation. Pour la commune, le premier recensement exhaustif entrant dans le cadre du nouveau dispositif a été réalisé en 2007.

En 2022, la commune comptait 510 habitants, en évolution de +5,37 % par rapport à 2016 (Bas-Rhin : +3,17 %, France hors Mayotte : +2,11 %).
| 1793 | 1800 | 1806 | 1821 | 1831 | 1836 | 1841 | 1846 | 1851 |
| ---- | ---- | ---- | ---- | ---- | ---- | ---- | ---- | ---- |
| 250  | 401  | 419  | 538  | 534  | 575  | 534  | 501  | 467  |

| 1856 | 1861 | 1866 | 1871 | 1875 | 1880 | 1885 | 1890 | 1895 |
| ---- | ---- | ---- | ---- | ---- | ---- | ---- | ---- | ---- |
| 393  | 428  | 467  | 512  | 472  | 418  | 373  | 365  | 371  |

| 1900 | 1905 | 1910 | 1921 | 1926 | 1931 | 1936 | 1946 | 1954 |
| ---- | ---- | ---- | ---- | ---- | ---- | ---- | ---- | ---- |
| 387  | 397  | 368  | 315  | 322  | 310  | 313  | 291  | 256  |

| 1962 | 1968 | 1975  | 1982 | 1990 | 1999 | 2006 | 2007 | 2012 |
| ---- | ---- | ----- | ---- | ---- | ---- | ---- | ---- | ---- |
| 251  | 268  | 1 218 | 267  | 263  | 371  | 405  | 410  | 474  |

| 2017 | 2022 | - | - | - | - | - | - | - |
| ---- | ---- | - | - | - | - | - | - | - |
| 491  | 510  | - | - | - | - | - | - | - |